# クレルボー山
クレルボー山（Mount Clairvaux）とは、北アメリカ大陸の北西部に存在する、カナディアンロッキーを構成する山の1つである。なお、山麓には同名の氷河も存在している。過去に改名された山としても知られている。

## 概要
クレルボー山は、おおよそ北緯52度48分21秒、西経118度25分9秒付近に位置している

。
そして、この山はカナダのアルバータ州とブリティッシュコロンビア州との州境となっている

。
ちなみに、この山のアルバータ州側はカナダによってジャスパー国立公園に指定されており

、ブリティッシュコロンビア州側は同州によってロブソン山州立公園に指定されている

。
なお、この山は急峻な斜面を持っており

、その山頂の標高は約2690 mとされている

。
この山には、ブリティッシュコロンビア州側へと流れて最終的に太平洋へと注ぐフレーザー川の支流と、アルバータ州側へと流れて最終的に北極海へと向かうアサバスカ川の支流が存在している

。
したがって、この山は北アメリカ大陸の大陸分水嶺の一部を成していると言える。

## 名称について
かつてクレルボー山は「Clairvaux Mountain」と言う名称で表記されていた。この山は、遅くとも1928年には「Clairvaux Mountain」の名で知られていて、そのまま1951年2月7日に一旦公式な名称となった

。
しかし、1976年11月4日に、この山は「Mount Clairvaux」と改名され、2014年現在でも、こちらが公式な名称となっている

。
なお「Clairvaux」とは、この場所が視界を遮る物が無いので谷をハッキリと見ることのできる場所であることを意味する

、フランス語である

。

## クレルボー氷河
クレルボー山の東側斜面、つまり、アルバータ州側のおおよそ北緯52度46分15秒、西経118度24分27秒付近には、クレルボー氷河（Clairvaux Glacier）と言う、山と同名の氷河も存在している

。
なお、この付近の標高は、約2400 mである

。
ちなみに、この氷河の周辺はジャスパー国立公園に指定されている

。